# خیارهای دریایی پالوده‌خوار
خیارهای دریایی پالوده‌خوار (نام علمی: Dendrochirotacea) نام یک زیررده از رده خیار دریایی است.